# Персоналізація контенту
Персоналізація контенту — це спосіб використання знань про власну аудиторію з метою адаптації пропозиції до конкретних запитів і потреб цільового сегменту.
Такий підхід дозволяє розробляти реалії взаємодії з клієнтами, які дійсно відповідають очікуванням споживачів.
Персоналізація сприяє подоланню культурних і соціальних бар'єрів, залучаючи нові аудиторії до видань. Однак більшість медіа та контент-проєктів використовують підхід «універсального контенту», замість того, щоб адаптувати матеріали та теми під конкретні інтереси читачів.
Варто усвідомлювати, який контент є найбільш актуальним для кожного сегмента аудиторії. Недостатньо отримати лише поверхневі дані, важливо глибше дослідити, що саме подобається або не подобається різним групам читачів. Наприклад, у редакції Bloomberg щодня публікується до 2,5 тисяч матеріалів, а видавець аналізує понад мільйон джерел і історій. Без відділу машинного навчання та ІТ-досліджень подібні бізнес-видання не змогли б впоратися із завданням персоналізації контенту. Як зазначає директор дослідницького департаменту Yahoo Алехандро Джеймс, ключовим фактором не завжди є демографічні дані, адже поведінка людей може бути не пов’язана з їхнім віком. У Yahoo створили інтерактивну панель, яка відстежує щотижневі зміни за темами і матеріалами для різних груп читачів, що допомагає будувати рекомендації для новинних служб. Однією з проблем є недостатня кількість даних. Використання контенту на кількох пристроях призводить до помилок у персоналізованих алгоритмах. Складно визначити, що спонукає користувачів перемикатися між смартфонами і комп'ютерами під час читання, наприклад, жіночих журналів. Персоналізацію можна покращити через прямі запити до користувачів про їхні вподобання, але тут теж можуть бути неточності. Часто люди декларують одне, а їхні реальні дії інші. Це видно, зокрема, на прикладі сервісів онлайн-кіно, таких як Netflix, де люди кажуть, що дивляться європейське кіно, але насправді переглядають американські бойовики. Популярні рекомендаційні платформи, як Outbrain та Taboola, використовують історію браузера, щоб пропонувати читачам контент, однак важливість оцінки живої людини залишається. Роль редакторів і аналітиків не можна повністю замінити алгоритмами, які є лише інструментами, а не повним рішенням. Окрім технічної сторони питання, важливо також досліджувати культуру споживання інформації. У The New York Times поєднали роботу редакторів та інженерів, щоб краще розуміти потреби різних груп читачів і вдосконалити технічні можливості сайту. Ключове питання полягає в тому, чи слід зосередитися лише на персоналізації для вже існуючих читачів, чи варто також масштабувати контент для потенційної нової аудиторії. Масштабування можливе лише за умов стійкого зростання аудиторії.

## Важливість персоналізації[4]
Збільшення залученостіКористувачі з більшою ймовірністю взаємодіють з контентом, який їх цікавить.
Підвищення конверсіїПерсоналізовані пропозиції стимулюють користувачів до здійснення покупки або виконання бажаної дії.
Зміцнення відносин з клієнтамиПерсоналізований підхід допомагає побудувати довгострокові відносини з клієнтами.
Краще розуміння аудиторіїАналізуючи дані про взаємодію користувачів з персоналізованим контентом, можна отримати цінну інформацію про їхні вподобання.

## Робота персоналізації контенту[2]
Збір данихЗбирається інформація про користувача: демографічні дані, поведінка на сайті, історії пошуку, покупки тощо.
Сегментація аудиторіїКористувачі поділяються на сегменти за схожими характеристиками.
Створення персоналізованих пропозиційДля кожного сегмента створюються індивідуальні пропозиції.
Доставка контентуПерсоналізований контент доставляється користувачам через різні канали: веб-сайти, мобільні додатки, електронну пошту.

## Приклади персоналізації контенту
Рекомендації товарівІнтернет-магазини пропонують товари, які можуть зацікавити користувача на основі його попередніх покупок або історії пошуку.
Персоналізовані новиниНовинні сайти підбирають новини, які відповідають інтересам користувача.
Індивідуальні пропозиціїКомпанії пропонують знижки та промокоди, які актуальні саме для цього користувача.

## Інструменти для персоналізації контенту
Системи управління контентом (CMS)Багато сучасних CMS мають вбудовані функції для персоналізації.
Маркетингові платформиПлатформи для email-маркетингу, автоматизації маркетингу та аналітики дозволяють створювати персоналізовані кампанії.
Сервіси рекомендаційЦі сервіси допомагають підбирати релевантний контент для користувачів.
Персоналізація контенту — це потужний[прояснити] інструмент для підвищення ефективності маркетингових кампаній та покращення взаємодії з клієнтами. Завдяки персоналізації компанії можуть збільшити продажі, підвищити лояльність клієнтів та отримати конкурентну перевагу.